# Mstiš
Mstiš nebo Mstislav byl český velmož, v roce 1055 doložen jako správce Lštění a roku 1061 jako bílinský kastelán.

## Život

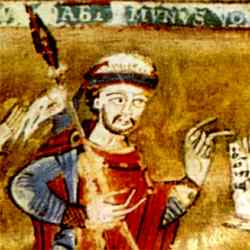
Spytihněv II. ve Svatovítské apokalypse

Mstišovo datum narození je neznámé. Vůbec první zmínka o jeho působení pochází z rozmezí let 1055–1056, kdy byl správcem na hradu Lštění. Ani v případě lokalizace Lštění se kronikáři nemohou dohodnout. Podle Kosmy byl Mstiš kastelánem ve Lštění v Posázaví, tento názor zastávala také Marie Bláhová. Naopak Václav Hájek z Libočan se domníval, že Mstiš byl kastelánem v Lešteni, tedy v Oseku. Poté, co na český knížecí stolec nastoupil Spytihněv II., jehož byl Mstiš podporovatelem, byl ze země vyhnán Spytihněvův bratr a budoucí český král Vratislav II. Jeho manželku Spytihněv unesl a uvrhl do vězení na hrad Lštění, kde byl kastelánem právě Mstiš. Když ji kníže na přímluvu biskupa Šebíře propustil, cestou za chotěm Vratislavem jeho manželka, v důsledku Mstišova krutého zacházení ve vězení, však zemřela.
| „                       | Zajatou švagrovou dal dovést na velmi pevný hrad Lštění a střežiti hradskému správci Mstišovi. Ten ji však nehlídal tak, jak by bylo slušelo na takovou paní, neboť každé noci její nohu okovem připoutával ke své noze. | “ |
| — Kosmova kronika česká | |   |

Další zmínka o Mstišovi pochází z roku 1061, kdy vykonával funkci bílinského kastelána. Téhož roku se novým knížetem stal Vratislav II., jehož ženu Mstiš na Lštění dříve týral. Vratislav na dávné křivdy nezapomněl a Mstiš se stal první obětí jeho odplaty. Mstiš před odplatou ze země však nejprve neutekl, ale Vratislava pozval na vysvěcení svého nového kostela v Bílině. Vratislav využil situace a před vysvěcením kostela odňal Mstišovi správu hradu. Připravoval i další tresty, ale Mstiš, varován biskupem Šebířem, ze země včas utekl.
| „                       | Přišel kníže i biskup, a jakmile byl kostel v podhradí posvěcen, vystoupil kníže na hrad k obědu a rovněž se posadili k hodovním stolům hradský správce v svém dvoře před kostelem spolu s biskupem. Za oběda mu přišel posel pošeptati: „Odňata je ti správa hradu a dána synu Všeborovu, Kojatovi" | “ |
| — Kosmova kronika česká | |   |

Další informace o Mstišovi nejsou známy. Jeho život se stal příkladem pro život předáka, který se po smrti knížete, jehož byl oblíbencem, mohl stát obětí msty. Mstišův dvorec se stal jedním z prvních dvorců, jehož součástí byl kostel, což dokládá významnost tohoto muže.